# 陈玉杰
陈玉杰（1941年11月—），女，吉林榆树人，中华人民共和国政治人物。吉林工业大学动力系毕业，工程师。曾任第十一届全国人大常委会委员、全国人大华侨委员会副主任委员，国务院侨务办公室主任，中共中央金融工委副书记等职。中共第十三、十四、十五届中央候补委员。

## 生平
1960年9月，陈玉杰考入吉林工业大学（今吉林大学）汽车系内燃机专业学习。1961年11月加入中国共产党。毕业后，先后在中共辽宁省委党校和沈阳市委党校进修。1968年，被分配到河北省邯郸地区内燃机厂工作，任技术员；后调邯郸自行车厂工作，历任技术员、车间党支部书记、厂技术科科长、副厂长、厂党委委员。
1982年5月，41岁的陈玉杰出任中共邯郸市委副书记、邯郸市副市长，开启从政之路；1985年，擢升中共河北省委常委；并在1987年11月召开的中共十三大上，当选中央候补委员。此后，陈玉杰仕途停滞，直到1994年3月，才晋升中共河北省委副书记；1996年7月，转任中共吉林省委副书记；2002年，进京担任中共中央金融工委副书记；2003年1月，接任国务院侨务办公室主任；2007年5月，退休。
2008年3月，在第十一届全国人大第一次会议上，陈玉杰当选全国人大常委会委员、全国人大华侨委员会副主任委员。